# قانون اسلحه در ایران
در ایران قوانین سختی در مورد حمل، استفاده و قاچاق اسلحه وجود دارد و هرکسی نمی‌تواند به راحتی از آن استفاده کند. سلاح‌های گرم و انواع سلاح سرد تنها در اختیار نیروهای نظامی، انتظامی و نیروهای مسلح امنیتی است مگر در موارد خاص که افرادی می‌توانند مجوز حمل سلاح دریافت‌ کنند.
تحت «قانون بکارگیری سلاح توسط مأمورین نیروهای مسلح در موارد ضروری» که در سال ۱۳۷۳ در مجلس شورای اسلامی تصویب شد مأموران انتظامی در ۱۰ مورد از جمله برای دفاع از خود به‌ویژه در زمانی که با خطر جانی مواجه می‌شوند حق استفاده از سلاح را دارند. بر اساس قوانین کیفری و مدنی ایران، حمل غیرمجاز اسلحه گرم و سرد در ایران جرم است. بر اساس «قانون مجازات قاچاق اسلحه و مهمات و دارندگان سلاح و مهمات غیرمجاز» وارد و خارج کردن هر نوع سلاح، مهمات، اقلام و مواد تحت کنترل از ایران و همچنین ساخت، مونتاژ، نگهداری، حمل، توزیع، تعمیر و هرگونه معامله اسلحه بدون مجوز مراجع ذی‌صلاح جرم است.
در شهریور سال ۱۳۹۵، دولت حسن روحانی لایحه اصلاح قانون اسلحه در ایران را به مجلس فرستاد که به کمیسیون امنیت ملی و سیاست خارجی رفت. پس از انتحابات مجلس یازدهم، لایحه در سال ۱۳۹۹ دوباره در دستور کار قرار گرفت. با روی کار آمدن دولت ابراهیم رئیسی کار روی اصلاحیه از پاییز ۱۴۰۰ در دولت و کمیسیون امنیت ملی مجلس آغاز شد.